# Kabupaten de Bolaang Mongondow du Sud
Le Kabupaten de Bolaang Mongondow du Sud (Bolaang Mongondow Selatan) est un district de la province de Sulawesi du Nord sur l'île de Sulawesi en Indonésie. Administrativement il est composé des 5 sous-districts (Kecamatan) suivant :
Il comprend 59 villages (desa).

## Sources
1. ↑  « Site officiel de la province de Sulawesi du Nord »(Archive.org • Wikiwix • Archive.is • Google • Que faire ?)